# Good Morning Good Morning
Good Morning Good Morning – piosenka zespołu The Beatles, która została umieszczona na albumie Sgt. Pepper’s Lonely Hearts Club Band. Oficjalnie autorami utworu jest duet Lennon/McCartney, jednak został on napisany przez Johna Lennona.

## Twórcy
- John Lennon – wokal, gitara rytmiczna
- Paul McCartney – wokal wspierający, gitara, gitara basowa
- George Harrison – wokal wspierający, gitara
- Ringo Starr – perkusja, tamburyn
- Barrie Cameron – saksofon
- David Glyde – saksofon
- Alan Holmes – saksofon
- John Lee – puzon
- Geoff Emerick – inżynier dźwięku
- George Martin – producent muzyczny